# Qu以外の綴りでqを含む英単語の一覧

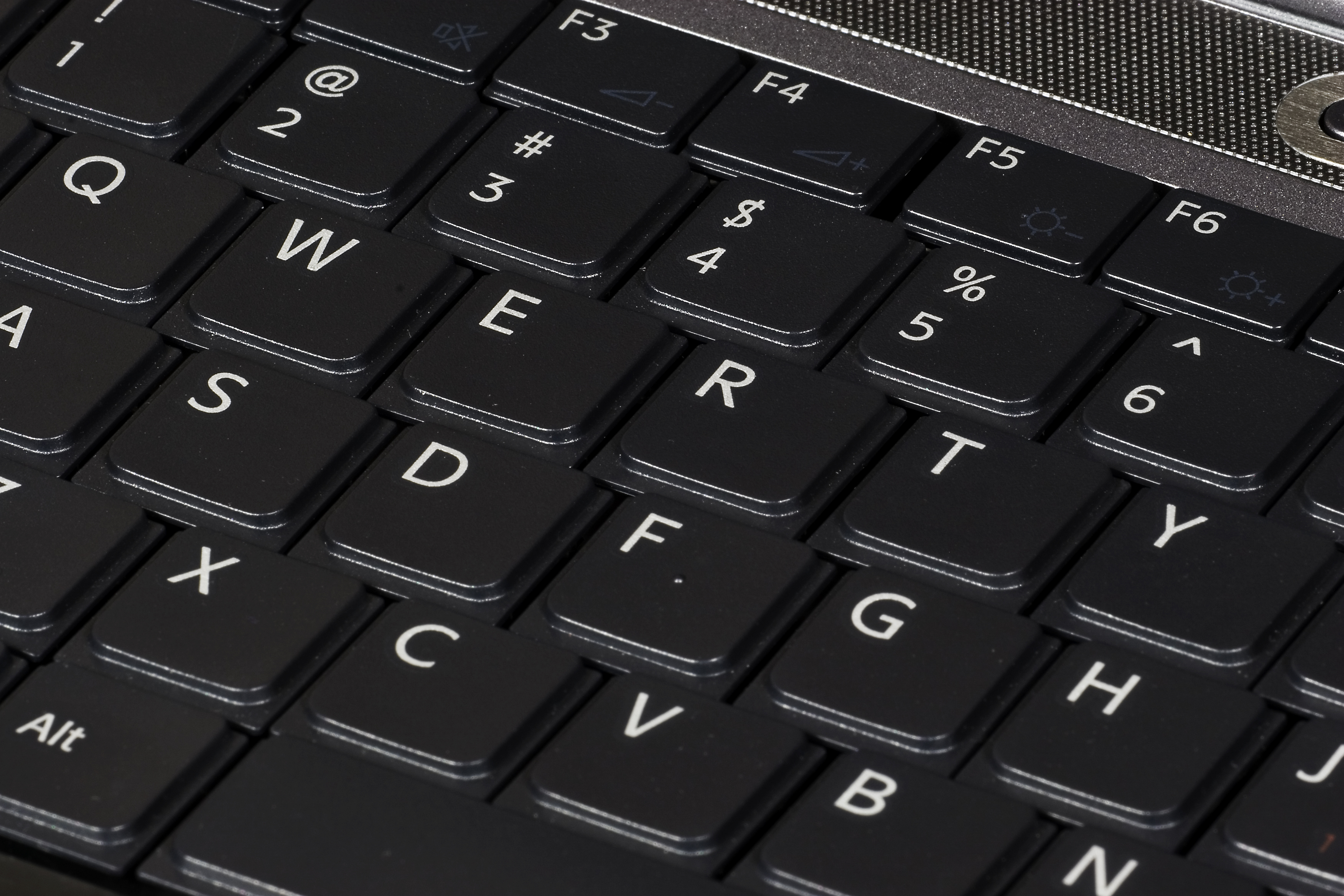
QWERTYは、現在使用されており、外来語由来でない、qu以外のqを含む英単語の一つである。キーボード配列の一種。

本項目ではqu以外の綴りでqを含む英単語（quいがいのつづりでqをふくむえいたんご）について概説する。現代英語の正書法において、“Q”は、“U”を伴って“qu”の綴りで用いるのが原則である。これは1066年のノルマン・コンクエスト以降、フランスの写字者により古期英語における“cw”が、フランス語に準じて“qu”に書きかえられたことが原因である（例：古期英語cwen → 中期英語quen → 現代英語queen）。
“qu”以外の綴りで“q”を含む英単語は、もっぱら借用語に限られる。このような語は出現頻度が非常に低いため、正規表現の教科書でも言及されることがある。
このような例外的な語の大多数が、アラビア語、中国語、ヘブライ語、イヌクティトゥト語などに由来する英単語（英語化した借用語）である。ここに挙げた各言語は、アルファベット以外の表記体系を有し、“Q”で代用される文字は英語にはみられない発音をもつことが多い。例えば、中国語（普通話）の拼音において、“qi”（英語で「気功」を意味する）は、英語話者が「チー（/tʃi/）」と発音する語である。このように拼音における“q”は、[tɕʰ]という中国語の音素を表現する文字であり、[tɕʰ]は英語における近似音[tʃ]で代用される。他の例では、“qat”（カート、ニシキギ科の常緑樹の一種）、“faqir”（ファキアー）、Quran（クルアーン）などにみられる“q”は、標準アラビア語において無声口蓋垂破裂音[q]の発音を表現する。アラビア語におけるقは、“K”と翻字されるكと明確に区別するため、慣習的に“Q”と翻字される。例えば、قلب /qalb/と كلب /kalb/ は、それぞれ「心臓」、「犬」を意味する別単語である。ただし、“Koran”（←Quran）や“Cairo”（←Qahirah、カイロ）のようにアラビア語の“Q”は、“K”や“C”で代用されることもある。
以下の一覧にある語のほとんどは、名詞であり、借用語に分類される英単語である。“qu”以外の綴りで“q”を含む単語のうち借用語でないものは、“qiana”、“qwerty”、“tranq”のみである。英語でぴったり当てはまる語が存在しない概念や社会習俗は多くの場合、他の言語からそのまま借用されるのだが、“qu”以外の綴りで“q”を含む単語の中にも、英語としてすっかり定着し、英英辞典の編集者が英語であると認めた単語もある。以下の一覧で取り上げる単語は、これら主要な辞書に採録されているものに限定する。また、単純な派生語は省略する。
固有名詞も以下の一覧からは除外するが、一部#固有名詞節で解説する。

## 単語
原則として、ここに挙げた語の複数形は-s または -esを付けるだけなので、特に記載しない。また単語の「出典」は単に「その語がその辞書に載っている」ことを意味しており、記載が無いからといって「載っていない」ことは意味しない。
| 単語        | 発音                        | 意味                                                                                | 出典                   | 別表記                                                                          | 語源                                                                  |
| ----------- | --------------------------- | ----------------------------------------------------------------------------------- | ---------------------- | ------------------------------------------------------------------------------- | --------------------------------------------------------------------- |
| buqsha      | [búkʃɑː]                    | ブクシャ（イエメンの旧貨幣単位）                                                    | [L]                    | bogacheとも                                                                     | アラビア語                                                            |
| burqa       | [búːrkə], [bə'ːrkə]         | ブルカ。ムスリムの女性が着る、体をすっぽりと覆う衣                                  | [ODE][LC][C][AHC][OED] | burka または burquaとも                                                         | ウルドゥー語やペルシア語のburqa、元はアラビア語のburqu`               |
| cinq        | [sɪŋk](米国英語)            | トランプやサイコロの5                                                               | [ODE][COD][OED]        |                                                                                 | フランス語で5を意味するcinq                                           |
| cinqfoil    | [síŋkfɔ`il]                 | 5つの小葉を持つバラ科の植物キジムシロ。またはそれをあしらった紋章                   | [SOED][OED]            | cinquefoilと書くのが普通                                                        | ラテン語を起源とする中世英語quinquefolium。quinque (5) + folium（葉） |
| coq         | [kɔk]                       | 鶏の頭部に似た婦人用の帽子                                                          | [WI]                   |                                                                                 | フランス語で雄鶏を意味する coq                                        |
| faqih       |                             | イスラム圏の法律家                                                                  | [RHW]                  | 複数形ではfaqihs または fuqaha [RHU]                                            | アラビア語: فقيه                                                      |
| faqir       | [fəkíər], [féikiə]          | イスラム教の苦行僧                                                                  | [L]                    | fakirと書くのが普通                                                             | アラビア語: فقير                                                      |
| fiqh        | [fiːk]                      | フィクフ。イスラムの法体系                                                          | [ODE]                  |                                                                                 | アラビア語: فقه, "合意"                                               |
| inqilab     |                             | インドやパキスタンの革命                                                            | [C]                    |                                                                                 |                                                                       |
| mbaqanga    | [mɓaˈǃáːŋa]                 | ムバカンガ。南アフリカの音楽のジャンル                                              | [ODE][C][W]            |                                                                                 | ズールー語 umbaqanga、「蒸したとうもろこしパン」                      |
| miqra       |                             | タナハ。ユダヤ教の聖書                                                              | [WI]                   |                                                                                 | ヘブライ語: מקרא                                                      |
| muqaddam    |                             | バングラデシュで長を意味する                                                        | [C]                    |                                                                                 |                                                                       |
| nastaliq    | [ˌnæstəˈliːk], [ˈnæstəliːk] | ナスタアリーク体。ペルシャ発祥のアラビア語の書体                                    | [OED]                  | nasta'liq[C], nestaliq [OED]。または略してtaliqとも書かれる[OED]                | アラビア語: نستعليق, naskh + ta`liq                                   |
| pontacq     |                             | ブドウの1品種ポンタックから作られたワイン                                           | [OED]                  |                                                                                 |                                                                       |
| qabab       | [kəbάb], [kɪbˈæb]           | ケバブ。中東の肉料理                                                                | [OED]                  | kebab, kebob, kabobと書くほうが多い                                             | アラビア語                                                            |
| qabalah     | [kʌˈbɑlʌ]                   | カバラ。ユダヤ教の思想                                                              | [C][AHC][WI]           | Kabbalahと書く場合が多く、Qabala [AHC], Qabbala [WI], Cabalah 等とも書かれる    | ヘブライ語: קַבָּלָה                                                      |
| qadarite    |                             | Qadariyahのメンバー                                                                 | [RHU]                  |                                                                                 |                                                                       |
| qadariyah   |                             | イスラム教で、自由意志による教義信奉団体                                            | [RHU]                  | Qadariyaとも [RHU]                                                              |                                                                       |
| qaddish     | [kɑ'ːdiʃ]                   | カッディーシュ。ユダヤ教で死者を悼む人                                              | [C]                    | Kaddishと書くのが普通                                                           |                                                                       |
| qadi        | [ˈkɑːdi]                    | カーディー。イスラム圏の下級裁判官                                                  | [L][C][W][OED]         | qadhi [OED], qazi [OED]とも                                                     | アラビア語: قاضى                                                      |
| qadiriyah   |                             | イスラムで、スーフィーの位の一つ                                                    | [RHU]                  | Qadiriya とも[RHU]                                                              |                                                                       |
| qaf         | [kɔ:f]                      | カーフ。アラビア文字の21番目に位置する文字                                          | [RHW]                  |                                                                                 | アラビア語: ق                                                         |
| qaid        |                             | イスラムの部族長                                                                    | [RHW]                  |                                                                                 |                                                                       |
| qaimaqam    |                             | オスマン帝国の下級役人                                                              | [C][OED]               |                                                                                 |                                                                       |
| qalamdan    |                             | ペルシャの筆記具入れ                                                                | [C]                    |                                                                                 |                                                                       |
| qalandar    |                             | ペルシャ語由来で托鉢僧の一種                                                        | [RHU]                  | calenderとも書かれる                                                            |                                                                       |
| qanat       |                             | カナート。北アフリカから中東にある地下水路                                          | [ODE][C][OED]          |                                                                                 | ペルシャのアラビア語 qanāt、「水路」                                  |
| qanun       |                             | カーヌーン。ハープの一種                                                            | [OED]                  | qanon とも[OED]                                                                 |                                                                       |
| Qaraqalpaq  |                             | カラカルパク語。中央アジアの言語                                                    |                        | [WED]                                                                           | Karakalpakとも カラカルパク語: Қарақалпақ тили                        |
| qasida      |                             | 賞賛や風刺をテーマとしたアラビアの古代詩                                            | [C][OED]               | qasidahとも                                                                     | アラビア語: قصيدة                                                     |
| qat         |                             | カート。アラビアの低木の一種。麻薬に使われる                                        | [L][C][OED]            | khatと書くのが普通                                                              | アラビア語: قات（qāt）                                                |
| qawwal      |                             | カッワーリーの奏者                                                                  | [ODE][C]               |                                                                                 |                                                                       |
| qawwali     |                             | カッワーリー。スーフィズムと関連の深い歌謡                                          | [ODE][C]               |                                                                                 | アラビア語: قوٌالی (qawwāli)、「歌手」                                 |
| qazi        |                             | qadiと同じ                                                                          |                        |                                                                                 |                                                                       |
| qepiq       |                             | アゼルバイジャンの通貨単位                                                          | [AH]                   |                                                                                 |                                                                       |
| qere        |                             | ヘブライ語聖書 (Hebrew Bible) の注釈                                                | [OED][WI]              | qeri [WI], qre [WI]とも                                                         |                                                                       |
| qhat        |                             | whatの古い綴り                                                                      | [OED]                  |                                                                                 |                                                                       |
| qheche      |                             | whichの古い綴り                                                                     | [OED]                  |                                                                                 |                                                                       |
| qhom        |                             | whomの古い綴り                                                                      | [OED]                  |                                                                                 |                                                                       |
| qhythsontyd |                             | Whitsuntideの古い綴りで、聖霊降臨日の意                                             | [OED]                  |                                                                                 |                                                                       |
| qi          |                             | 中国語で気。生命力の一種                                                            | [ODE][C][AHC][OED]     | chi, kiと書くことが多い                                                         | 中国語: 气・氣                                                        |
| qiana       |                             | ナイロンの一種                                                                      | [OED]                  |                                                                                 | 元はデュポンの商標だったが、今は一般にも使われる                      |
| qibla       |                             | キブラ。イスラムの礼拝方向                                                          | [ODE][COD][C][OED]     | qiblah [OED], qib'lah [RHU]とも。1文字目を大文字にすることも多い                | 17世紀の中央アラビア語で、"対面側"（アラビア語: قِبْلَة）                |
| qibli       |                             | キブリ。地中海に吹く風シロッコのアフリカでの呼称                                    | [OED]                  | ghibli（ギブリ/ジブリ）とも書かれる                                             |                                                                       |
| qigong      |                             | 気功。中国の医療体系                                                                | [ODE][C]               | qi gong, ki gong, chi kungとも                                                  | 中国語: 气功・氣功                                                    |
| qin         |                             | 古琴。中国の伝統楽器                                                                | [AOX]                  |                                                                                 |                                                                       |
| qinah       |                             | ヘブライ語の哀歌                                                                    | [WI]                   | kinahとも。複数形は qinot, qinoth                                               |                                                                       |
| qindar      |                             | アルバニアの通貨単位チンダルク。1レク=100チンダルカ                                 | [ODE][L][C]            | 複数形は qindarka [L] 又は qindars [C]。qintar [L][C][AOX], quintalとも書かれる | アルバニア語                                                          |
| qinghaosu   |                             | 中国の漢方薬で抗マラリア剤である青蒿素のピン音。アーテミシニン参照                  | [C]                    |                                                                                 | 中国語: 青蒿素                                                        |
| qipao       |                             | チャイナドレス。「旗袍」のピン音                                                    | [OED]                  | chi paoとも                                                                     | 中国語: 旗袍                                                          |
| qirsh       |                             | サウジアラビアの通貨単位。以前はサウジアラビア以外でも使われた                      | [RHU]                  | qurush, qursh, gursh, girsh, ghirshとも                                         |                                                                       |
| qiviut      |                             | キビウート。ジャコウウシの毛およびそれで作った糸                                    | [OED]                  |                                                                                 | イヌクティトゥット語                                                  |
| qiyas       |                             | イスラムの法体系シャリーアでいう、先例からの「類推」                                | [RHW]                  |                                                                                 | アラビア語: قياس                                                      |
| qoph        |                             | ヘブライ文字の19番目の文字「カフ」                                                  | [L][C]                 | Also written koph                                                               | ヘブライ語: ק                                                         |
| qoppa       |                             | 古代ギリシャ文字の19番目の文字「コッパ」                                            |                        | koppaと書くことが多い                                                           | ギリシア語: Ϙ                                                         |
| qorma       |                             | コルマ。カレーの一種                                                                | [Co]                   | kormaと書くのが普通                                                             | ウルドゥー語: کورمہ                                                   |
| qre         |                             | (qereに同じ)                                                                        |                        |                                                                                 |                                                                       |
| qwerty      |                             | QWERTY配列。キーボード配列の1つ                                                     | [ODE][COD][LC][C][OED] | 複数形は qwertys 又は qwerties.大文字でQWERTYとも                               |                                                                       |
| rencq       |                             | "rank" の古い綴り                                                                   | [OED]                  |                                                                                 |                                                                       |
| sambuq      |                             | アラビアの小舟                                                                      | [OED]                  |                                                                                 |                                                                       |
| sheqel      |                             | シェケル。メソポタミア地方の重量単位。イスラエルの通貨単位で、1 sheqel = 100 agorot | [MW]                   | 複数形は sheqels 又は sheqalim. shekelと書くことが多い                          | ヘブライ語: שקל, イディッシュ語: ניי-שקל                              |
| suq         |                             | スーク。イスラムの青空市場                                                          | [ODE][C][OED]          | soukと書くことが多い。フランス語表記の借用                                      | アラビア語: سوق (sūq)                                                 |
| talaq       |                             | イスラムでの離婚の1形態                                                             | [ODE][C][OED]          |                                                                                 | アラビア語: طلاق（ṭalāq）talaq。元は talaqa, "repudiate"              |
| taliq       |                             | (nastaliqと同じ)                                                                    |                        |                                                                                 |                                                                       |
| taluq       |                             | インドの行政区分で「郡」にあたる                                                    | [OED]                  | taluk や talookとも                                                             |                                                                       |
| taluqdar    |                             | taluqの徴税人                                                                       | [OED]                  | talukdar 又は talookdarとも                                                     |                                                                       |
| taluqdari   |                             | インドの土地所有権                                                                  | [OED]                  |                                                                                 |                                                                       |
| taqiya      |                             | イスラム教シーア派の教えの一つ                                                      | [RHW]                  | taqiyah [RHU]とも。1文字目を大文字で書くこともある                              | アラビア語: التقية                                                    |
| taqlid      |                             | イスラム教の教えの継承                                                              | [RHW]                  |                                                                                 | アラビア語: قْلي                                                       |
| tariqa      |                             | スーフィズムで精神修行の一つ。またはスーフィーの宣教師                              | [E]                    | tariqat [E], tarikaとも                                                         | アラビア語: طريق                                                      |
| tranq       |                             | 抗不安薬トランキライザーtranquilizerの略語                                          | [OED]                  | trank [OED]とも                                                                 |                                                                       |
| tsaddiq     |                             | ツァッディーク。ユダヤ教で、聖者に与えられる称号                                    | [C][OED]               | 複数形tsaddiqs, tsaddiqim。tzaddiq [C], tzadik, tzaddikとも                     | ヘブライ語: צדיק                                                      |
| umiaq       |                             | エスキモーの小舟                                                                    | [OSPD4]                | umiakとも                                                                       |                                                                       |
| waqf        |                             | ワクフ。イスラムの慈善寄付行為                                                      | [ODE][C][OED]          | 複数形waqf [ODE][C][OED], waqfs [C][OED]                                        | アラビア語: وَقْف（waqafa）、「停止」                                   |
| yaqona      | [yangona]                   | フィジーの飲料ヤンゴーナ。カヴァと同じ                                              | [C][OED]               |                                                                                 | フィジー語 yaqona。qは [ŋg] と発音する                                |

## 使用状況
これらの単語は、日常で使われることは少ない。
スクラブルという一種のクロスワードゲームでは、Qを含む単語を使うと得点が高くなるため、よく使われる。アメリカでの定番は、qi, qat, qaid, qai, qadi, qoph, qanat, tranq, faqir, sheqel, qabala, qabalah, qindar, qintar, qindarka, mbaqanga, qwerty、およびその複数形である。なお、現在のスクラブル公式ルールでは、使用可能な単語はOfficial Tournament and Club Word Listによって決められている。

## 固有名詞
人名や地名などの固有名詞には、英語表記で“qu”以外で“q”を含むものも少なくなく、その大半がアルバニア、中国、アラビア語圏に由来するものである。“Iraq”（イラク）と“Qatar”（カタール）、およびそれぞれの派生語である“Iraqi”と“Qatari”は、その最も身近な一例である。カナダ ヌナブト準州の準州都の“Iqaluit”（イカルイト）は、イヌクティトゥット語で「多くの魚の地」を意味し、英語圏においては珍しい“qu”以外で“q”を含む地名である。グリーンランドの町、“Qaqortoq”（カコトック）は、このような“Q”を3つも含む特異な例である。頭字語の中にも英単語として定着している語もある。米国の企業“Compaq”（コンパック）は、“Compatibility and Quality”（互換性と品質）の略とされる。その他、米国の株式市場“Nasdaq”（“National Association of Securities Dealers Automated Quotations”、ナスダック）、UNIQLO、オーストラリアの航空会社“Qantas”（“Queensland and Northern Territory Aerial Services”、カンタス）などもその一例である。イギリスの企業“QinetiQ”（キネティック）は、“qi”（気）、“net”（ネット）、“IQ”（知能指数）を合わせた造語である。クルアーンに登場する伝説の樹木“Zaqqum”（ザックーム） とエジプトの埋葬地“Saqqara”（サッカラ）は、固有名詞ではあるものの“qq”を含む希有な単語として有名である。